# Desastre Ferroviário de Póvoa de Santa Iria
O Desastre Ferroviário de Póvoa de Santa Iria foi uma colisão entre dois comboios na Estação Ferroviária da Póvoa de Santa Iria, no concelho de Vila Franca de Xira, em Portugal, em 5 de Maio de 1986. É considerado como um dos piores acidentes ferroviários em território nacional, tendo provocado 17 mortos e 83 feridos.

## Acidente e socorros
O acidente ocorreu por volta das 12:05 do dia 5 de Maio de 1986, no interior da estação ferroviária da Póvoa de Santa Iria, na Linha do Norte. Os dois comboios envolvidos foram um suburbano (então conhecido como tranvia ou transvia) que circulava da Azambuja ou do Carregado até Lisboa, e um serviço rápido que tinha saído da Covilhã às 6:15, igualmente com destino à capital, e que estava a circular com atraso. Segundo o revisor do comboio suburbano, este estava quase totalmente completo, transportando principalmente jovens com destino às várias escolas na zona de Lisboa, o que fez com este acidente tivesse um maior impacto emotivo.
Normalmente, o transvia ficava na via de resguardo e deixava passar o rápido, porém este último ultrapassou indevidamente um sinal vermelho, e abalroou o outro comboio na estação. O acidente foi testemunhado pelo revisor do comboio suburbano: «Estávamos na Póvoa e o comboio aguardava entrada pelo desvio de forma a dar passagem ao rápido. Só vi o chefe da estação acenar com uma bandeira vermelha, mas não percebi o que estava a passar-se. De um momento para o outro foi o choque depois toda a confusão». Segundo uma testemunha que viajava no comboio tranvia, instalou-se então o pânico a bordo, com os passageiros a procurar sair dos destroços. Devido à violência do embate, uma das carruagens do tranvia acabou por ficar em cima do comboio rápido. Este acidente causou 17 mortos e 83 feridos, tendo onze morrido ainda dentro dos comboios, enquanto que outros dois estavam à espera para embarcar, e os restantes cinco faleceram nos hospitais. As duas vítimas mortais na estação foram causadas pela queda de um telheiro em cimento, após um dos pilares ter sido derrubado pela colisão dos comboios. O número de mortos não foi superior porque alguns dos passageiros que estavam na última carruagem do suburbano aperceberam-se da colisão iminente e saltaram para a plataforma. A maior parte das vítimas verificaram-se no comboio suburbano, principalmente na última carruagem, que foi a mais atingida, enquanto que no rápido a primeira carruagem foi a que sofreu mais danos.
A primeira corporação de bombeiros a chegar ao local foi a de Póvoa de Santa Iria, cujo quartel ficava nas proximidades da estação, tendo sido depois auxiliados por várias outras centenas de operacionais, dos quais cerca de quatrocentos vieram da região de Lisboa. Os militares da Guarda Nacional Republicana também tiveram um papel essencial na prestação dos socorros, ao fazer a gestão do trânsito nas horas a seguir ao acidente. A Cruz Vermelha Portuguesa colaborou igualmente, tendo por exemplo transportado as vítimas mortais para o Instituto de Medicina Legal. De grande importância foi a cooperação das empresas situadas nas imediações da estação de Santa Iria, que ofereceram trabalhadores e maquinaria para auxiliar nas operações de socorro. Um caso em particular foi a da companhia Solvay, que permitiu o uso das suas instalações como corredor de passagem para os veículos de emergência, uma vez que a única saída do quartel dos bombeiros ficava numa passagem de nível, que ficou obstruída pelo material acidentado. Os feridos foram conduzidos ao Hospital de Vila Franca de Xira, onde receberam os primeiros socorros, tendo os casos mais complicados sido depois transferidos para as unidades de Hospital de Santa Maria e São José, em lisboa. O socorro às vítimas foi complicado devido à falta de ferramentas de desencarceramento, que só depois do acidente é que foram oferecidas à corporação pela operadora Caminhos de Ferro Portugueses. Na tarde desse dia, o local do acidente foi visitado pelo Presidente da República, Mário Soares. O último corpo só foi retirado após as 21 horas, e as operações de remoção dos destroços prolongaram-se até ao final do dia, tendo sido utilizadas duas gruas nesta operação.

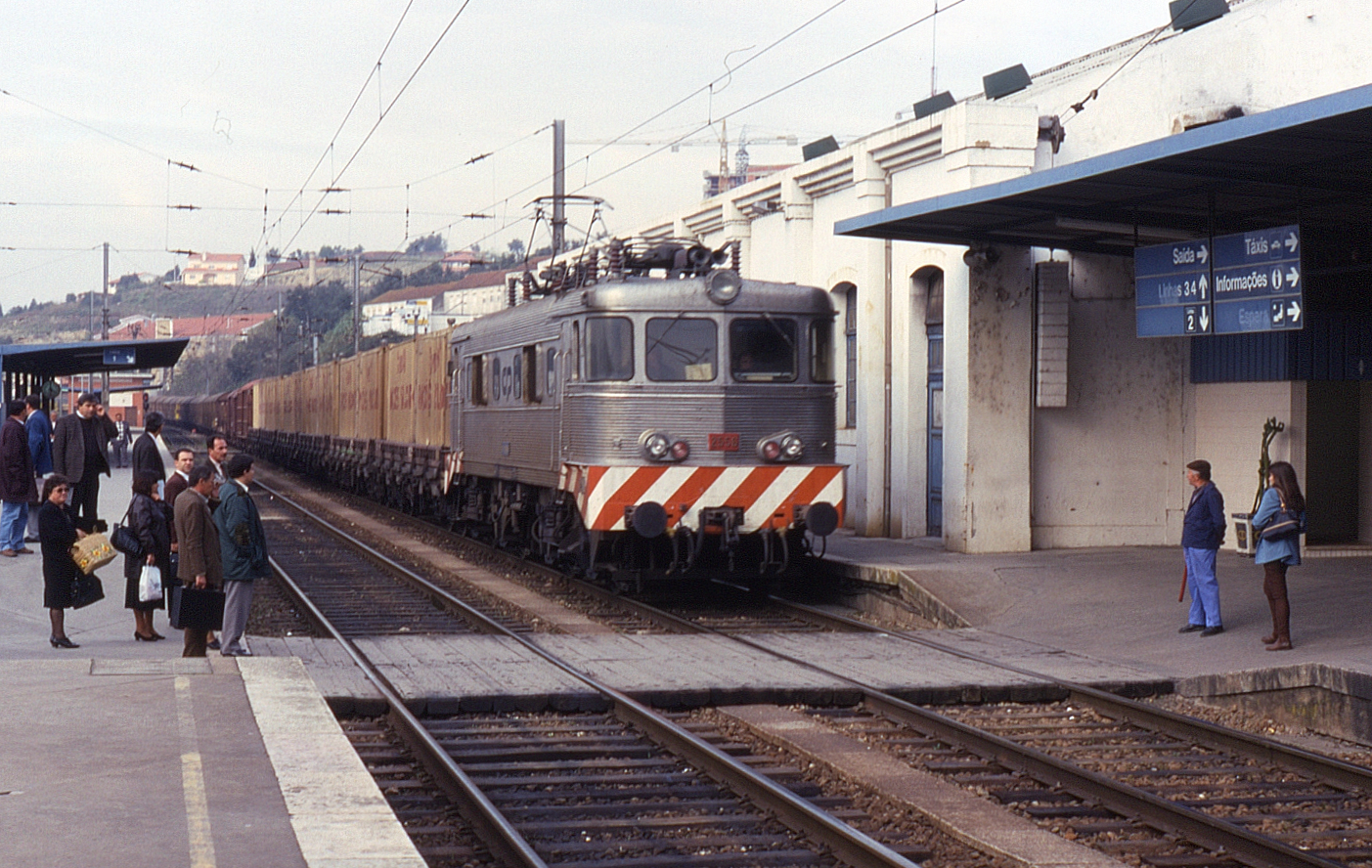
Locomotiva n.º 2556, igual à envolvida no acidente, a circular pela estação de Coimbra-B em 1993.

## Investigação
Após o acidente, a CP formou uma comissão de inquérito interna para averiguar as causas do acidente, tendo a autarquia criticado a falta de diálogo e de prestação de informações por parte da empresa, sobre o decorrer das investigações. Tanto a Câmara como a Assembleia Municipal acusaram a empresa de irresponsabilidade, e exigiram a realização de obras para melhorar as condições da linha, como a quadruplicação, que só foi executada vários anos mais tarde.
No dia 28 de Maio, o conselho de gerência da empresa Caminhos de Ferro Portugueses emitiu uma comunicado de imprensa sobre este acidente, onde declarou que a Comissão de Inquérito tinha apurado que o maquinista e o condutor do comboio n.º 3010 não tinham accionado o travão da locomotiva, desrespeitando a sinalização. Assim, iria ser instaurado um processo disciplinar ao maquinista, que continuaria suspenso até ao final do procedimento, tal como o condutor do comboio. Em resposta, o Sindicato Nacional dos Maquinistas dos Caminhos de Ferro Portugueses organizou um plenário onde iriam ser avaliadas as conclusões da Comissão de Inquérito, tendo aquele organismo manifestado a sua intenção de lutar contra a decisão da CP de despedir os dois funcionários. O sindicato disputou o relatório da comissão de inquérito, e acusou a empresa de não fazer investimentos em termos de segurança, matéria na qual o país estava muito atrasado em relação ao estrangeiro. Segundo o Sindicato, o acidente não foi causado por falha humana, mas devido a um problema de sinalização, alegando que apesar do último sinal antes da estação estar vermelho, o penúltimo estava verde em vez de laranja. Além disso, na época era utilizada principalmente a travagem a vácuo, que é considerada menos eficiente, e não existiam sistemas automáticos de comando da velocidade. O maquinista, João Farinha, foi despedido e sofreu vários problemas tanto a nível pessoal como profissional, tendo acabado por falecer alguns anos depois.
O acidente ferroviário de Póvoa de Santa Iria foi um dos vários ocorridos em território nacional durante a década de 1980, chamando a atenção do governo para a necessidade de investir em sistemas de segurança mais avançados, levando posteriormente à introdução do equipamento de Controlo Automático de Velocidade, entre outras medidas.
Em 5 de Maio de 2021, a autarquia de Alverca inaugurou um memorial às vítimas do acidente perto da estação daquela cidade, onde se recordam em especial sete jovens de Alverca que faleceram.